# Skoter
För andra betydelser, se Skoter (olika betydelser).

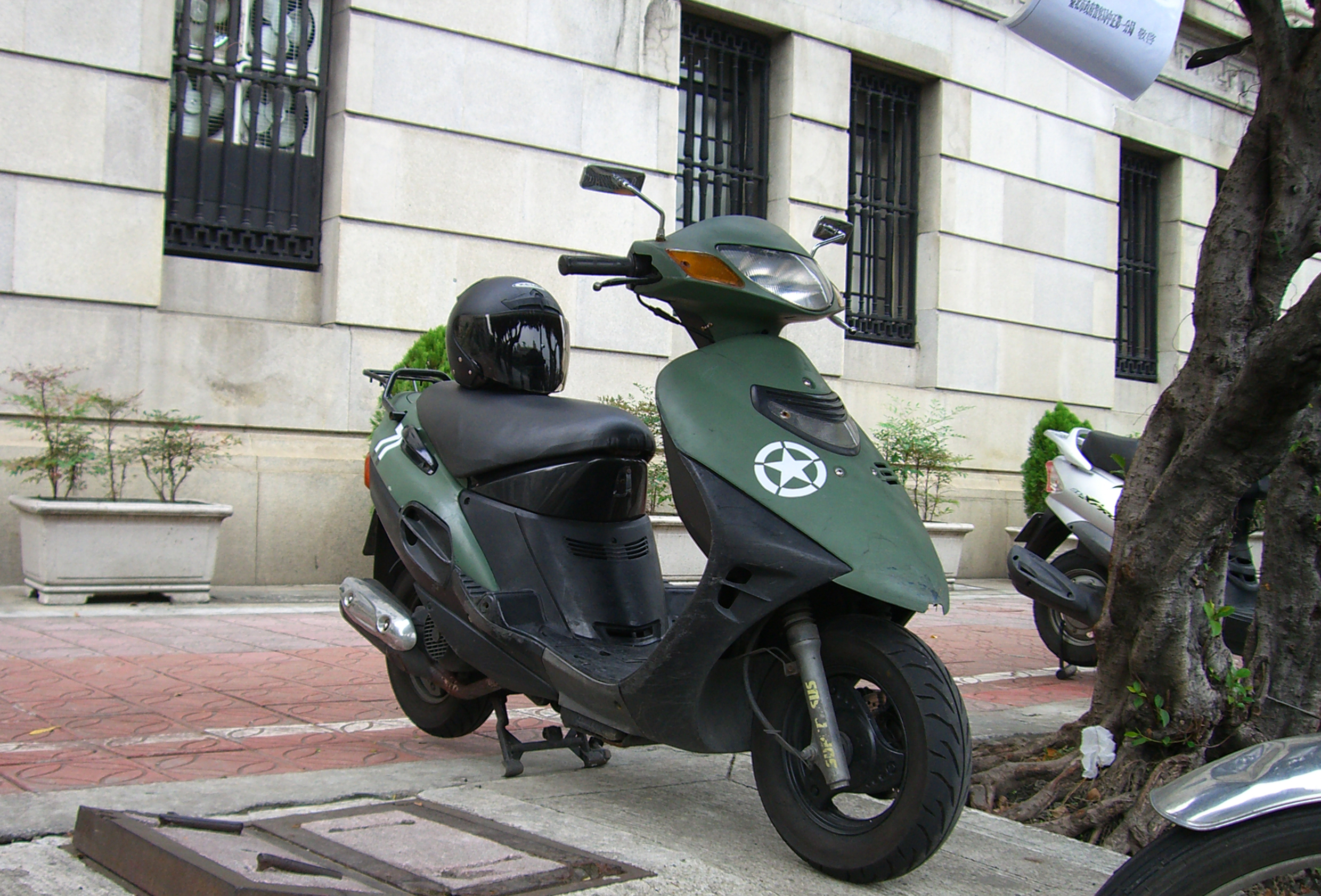
Suzuki Vecstar, en modern skoter med förbränningsmotor.

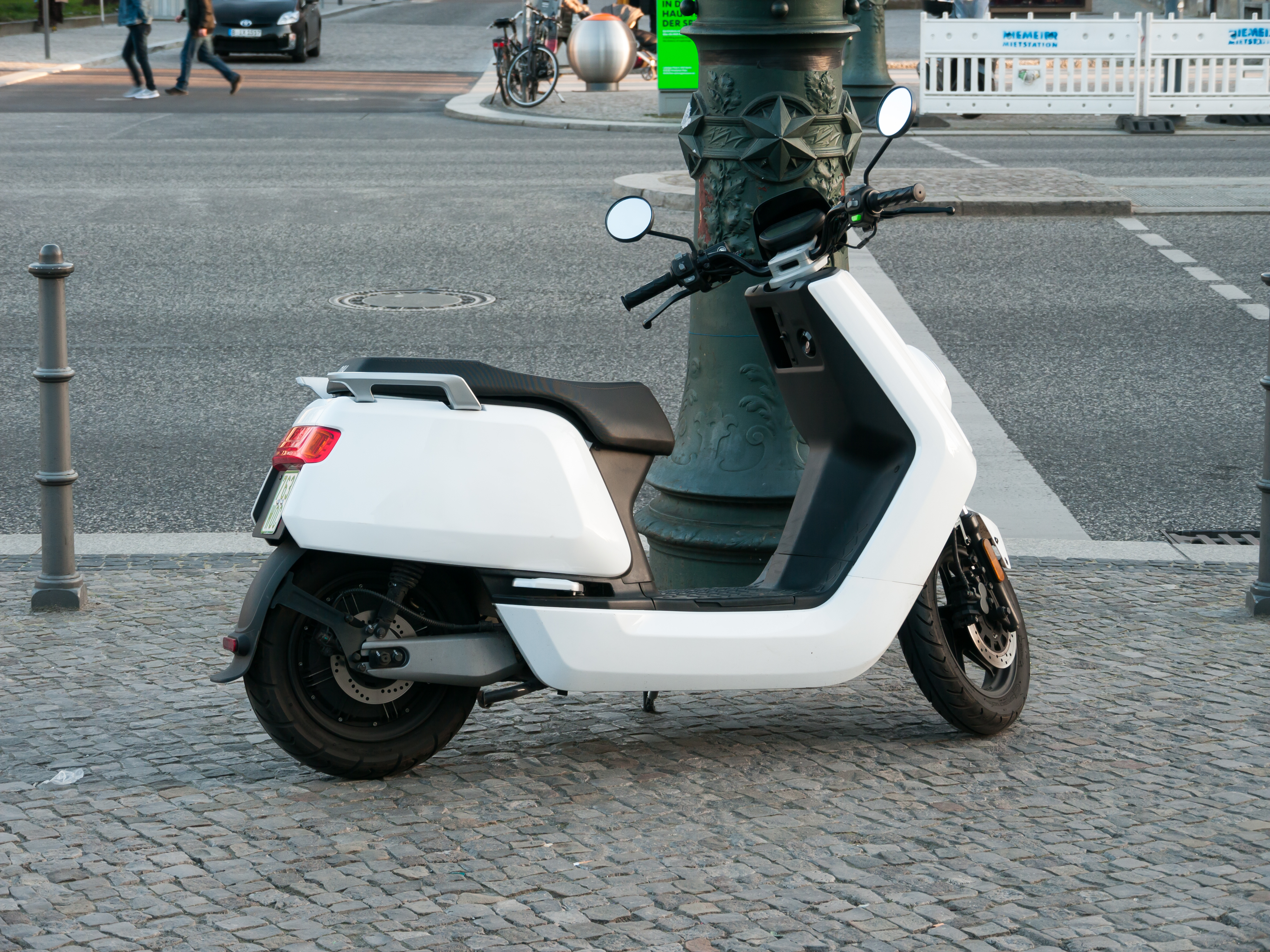
Niu NQi, en eldriven skoter.

Skoter (även scooter eller vespa) är en typ av motorcykel eller moped med genomstigningsbart chassi och fotplatta istället för fotpinnar, vindskydd framför knäna och inbyggd motor. En skoter har oftast även små hjul (8–14”). Namnet kommer från engelskans scooter med samma betydelse, av engelskans verb scoot = ungefär "glid iväg". Ordet scooter förekommer också i andra engelska ord för olika fordon, som kick scooter (sparkcykel), mobility scooter (elektrisk mobilitets- eller promenadskoter) och water scooter (vattenskoter), men ordet som sådant utan tillägg står alltså i regel för samma typ av motorcykel eller moped som på svenska.
I Sverige används ordet skoter även synonymt med snöskoter.
Klassiska varumärken för skotrar är Vespa (ett märke som ägs av Piaggio), Lambretta (tillverkades av Innocenti) och Goggo (som byggdes av Glas), men det finns många fler. Skotrar var populära hos mods, vilka har influerat skoterkulturen.
Det finns skotrar med olika motoreffekt. De minsta är mopedskotrar med 50 kubikcentimeters cylindervolym / max. 1 kW motoreffekt (klass II), sedan följer skotrar som är registrerade som EU-mopeder, max. 4 kW motoreffekt (klass I), och därutöver finns det skotrar som är registrerade som lätta motorcyklar med 51–125 kubikcentimeters cylindervolym och högst 11 kW motoreffekt. Det finns också motorcykelskotrar på över 125 cm3 och upp till 800 kubikcentimeters cylindervolym.. Tidigare framdrevs skotrar alltid av en tvåtakts eller fyrtakts förbränningsmotor, men litiumjonbatteriteknikens utveckling under 2000-talet har gjort att många tillverkare har lanserat skotrar med elmotor.

## Exempel på skotermopeder
- Puch Alabama (1964–1977)
- Husqvarna Corona (1958–1960)
- Monark Monarscoot (1957–1969)
- Mustad Folkscooter 111 (1955–1956)